# 곽정출
곽정출(郭正出, 1937년 5월 21일~2019년 7월 11일)은 대한민국의 정치인이다. 제11·12·14대 국회의원을 지냈다. 경상남도 합천군 출신이며, 본관은 현풍이다.

## 학력
- 부민초등학교 졸업
- 경남중학교 졸업
- 경남고등학교 졸업
- 서울대학교 법대 졸업

## 경력
- 삼성 제일제당 동경지점장
- 중앙일보 정치사회부 기자
- 한일의원연맹 부간사장
- 민정당 부산시 당위원장
- 상공위원회 간사
- 국회 외무, 재무, 내무 예결위원
- 새한미디어 대표이사
- 제11대 국회의원(부산 서) 민주정의당
- 제12대 국회의원(부산 서ㆍ사하) 민주정의당
- 제14대 국회의원(부산 서구) 민주자유당

## 역대 선거 결과
|  | 33.29% |

|  | 33.54% |

|  | 30.34% |

|  | 65.44% |

|  | 23.66% |

|  | 20.47% |

|  | 16.08% |

## 가족 관계
- 배우자 : 유명자
  - 장남 : 곽재원
  - 차남 : 곽재훈
  - 3남 : 곽재승